# سیمین آقارضی
سیمین آقارضی (آذر ۱۳۱۷ – ۲۱ دی ۱۳۸۸) موسیقیدان و نوازنده ساز قانون اهل ایران بود. او نواختن ساز را نزد مهدی مفتاح آموخت. وی در بسیاری از آثار خوانندگان مطرح ایران چون محمدرضا شجریان، حمیرا، دلکش، هایده، ایرج، سیما بینا، علیرضا افتخاری، گلپا و… همکاری داشته‌است.

## زندگی‌نامه
سیمین آقارضی درمنی نوازنده شاخص ساز قانون آذر ۱۳۱۷ خورشیدی در تهران زاده و پس از پایان تحصیلات ابتدایی وارد هنرستان موسیقی ملی شد.

او از ابتدا استعدادی شگرف و عشقی بزرگ به موسیقی داشت و محضر استادان بزرگی را درک کرد. ابوالحسن صبا در مورد وی گفته بود: 
«وی یکی از هنرمندان بزرگ موسیقی ایران خواهد شد».
 کلامی که سال‌ها بعد محقق شد. آقارضی با چند ساز آشنا بود و به خوبی و مهارت آن‌ها را می‌نواخت؛ او ویلون را نزد ابوالحسن صبا، پیانو را نزد جواد معروفی، قانون را از مهدی مفتاح، آواز را از غلامحسین بنان و تمبک را نزد حسین تهرانی فراگرفت و علاوه بر این با نواختن رباب، بربط، قیچک و کمانچه نیز آشنایی کامل داشت.

## فعالیت هنری
سیمین آقارضی با بسیاری از ارکسترهای بزرگ مانند ارکستر سمفونیک تهران، ارکستر خالقی به رهبری روح‌الله خالقی همکاری داشت و با بسیاری از استادان همچون پرویز یاحقی، علی تجویدی، حبیب‌الله بدیعی، همایون خرم، حسین تهرانی، یوسف یوسف زاده و … همکاری و اجرا داشته‌است.
چندی هنرآموز هنرستان آزاد موسیقی به سرپرستی محمدعلی امیرجاهد و مدرس «انجمن حمایت از نابینایان» بود و شاگردان بسیاری از کلاس وی بهره گرفتند.

در اواخر دهه ۴۰ به عنوان تکنواز قانون به استخدام رادیو درآمد و در ارکسترهای بزرگی مانند ارکستر گل‌ها و «ارکستر سازهای ملی» مشارکت داشت. مهدی مفتاح که خود از جمله چهره‌های شاخص ساز قانون در ایران به‌شمار می‌رود، دربارهٔ آقارضی گفته‌است که: 
«سیمین ساز قانون، این ساز باستانی و اصیل ایرانی را با هنر نوازندگی و استعداد خاص خود دوباره زنده کرد».
از تک نوازی‌های سیمین آقارضی می‌توان به آلبوم «قانون سیمین» با همراهی تمبک «آبتین اجلالی» اشاره کرد که سال هاست تجدید انتشار می‌شود.
سیمین آقارضی در اجراهای قبل از انقلاب و بیش‌ترین اجراهای سال‌های پس از انقلاب در انواع موسیقی، موسیقی فیلم، اجرای گروه‌های بزرگ و نام آشنا تا موسیقی‌های مردمی صدای ساز قانونی که شنیده می‌شود، محصول نوازندگی سیمین آقارضی است.
وی در آلبوم دو بیتی‌های باباطاهر با استاد عبدالوهاب شهیدی همکاری کرد.
همچنین درسال 68در آلبوم گل صحرا به خوانندگی زنده یاد امیرحسین مکوندی که در زمینه موسیقی محلی بختیاری توسط هادی آزرم توسط انتشارات گلبانگ بختیاری انتشاریافته بود شرکت داشت !

## درگذشت
سیمین آقارضی دوشنبه بیست و یکم دی ماه ۱۳۸۸ به علت بیماری در سن ۷۱ سالگی درگذشت و در قطعه هنرمندان بهشت زهرا به خاک سپرده شد.